# Haulerwijkstervaart
De Haulerwijkstervaart (Stellingwerfs en officieel: Haulerwiekster Vaort, Fries: Haulerwykster Feart) is een kanaal in de gemeente Ooststellingwerf in de provincie Friesland (Nederland).

## Beschrijving
De Haulerwijkstervaart begint als voortzetting van de Mandewijk (Mandewyk), die vanaf de Bakkeveensche Vaart (Bakkefeanster Feart) loopt. Vervolgens loopt de Haulerwijkstervaart door Waskemeer en Haulerwijk met lintbebouwing, parallel aan de N917. Ten oosten van Haulerwijk bij de buurtschap Elleboog maakt het kanaal een rechte hoek en loopt als de Kromme Elleboogvaart zuidwaarts verder.
De Haulerwijkstervaart is van oorsprong 7,4 kilometer lang. Het kanaal was ooit een onderdeel van de Drachtster Compagnonsvaart voor de vervening van turf, tussen Buitenstverlaat bij Drachten en het Drentse Kolonievaart. Inmiddels heeft de Haulerwijkstervaart zijn oorspronkelijke functie verloren en is het niet meer geschikt voor de scheepvaart, omdat verschillende punten in het kanaal afgedamd zijn. Het kanaal wordt nog wel gebruikt voor afwatering. Het beheer van het kanaal ligt bij het Wetterskip Fryslân.

## Geschiedenis
De Haulerwijkstervaart werd vanaf 1713 gegraven als een dwarsvaart vanaf de Mandewijk, nadat er vanaf de Oude Wijk te weinig veen lag voor het graven van turf. In 1756 wordt de Haulervaart uitgegraven tot aan Haule. In Haulerwijk en Waskemeer ontstonden nieuwe veenkolonies. In de jaren 80 is in Haulerwijk een deel van het kanaal gedempt.
De Haulerwijkstervaart beschikte over twintigtal wijken (zijkanalen) langs het kanaal. De wijken werden om de tweehonderd meter gegraven, waaronder de Haulervaart (De Wiek), Knipslootwijk (Knipsloot), Secretariswijk (Siktoariswiek) en de Oude Wijk (Oolde Wiek).

## Naam
De Haulerwijkstervaart wordt naar de Drachtster Compagnonsvaart ook wel de Compagnonsvaart genoemd. De Topografische Dienst van Kadaster Geo-Informatie vermeldt het kanaal als Haulerwijkstervaart. De Stellingwerfse naam Haulerwiekster Vaort geldt sinds 15 maart 2007 als de officiële naam.